# Eilicrinia anicularia
Eilicrinia anicularia är en fjärilsart som beskrevs av Eduard Friedrich Eversmann 1852. Eilicrinia anicularia ingår i släktet Eilicrinia och familjen mätare. Inga underarter finns listade i Catalogue of Life.